# カンパリグループ

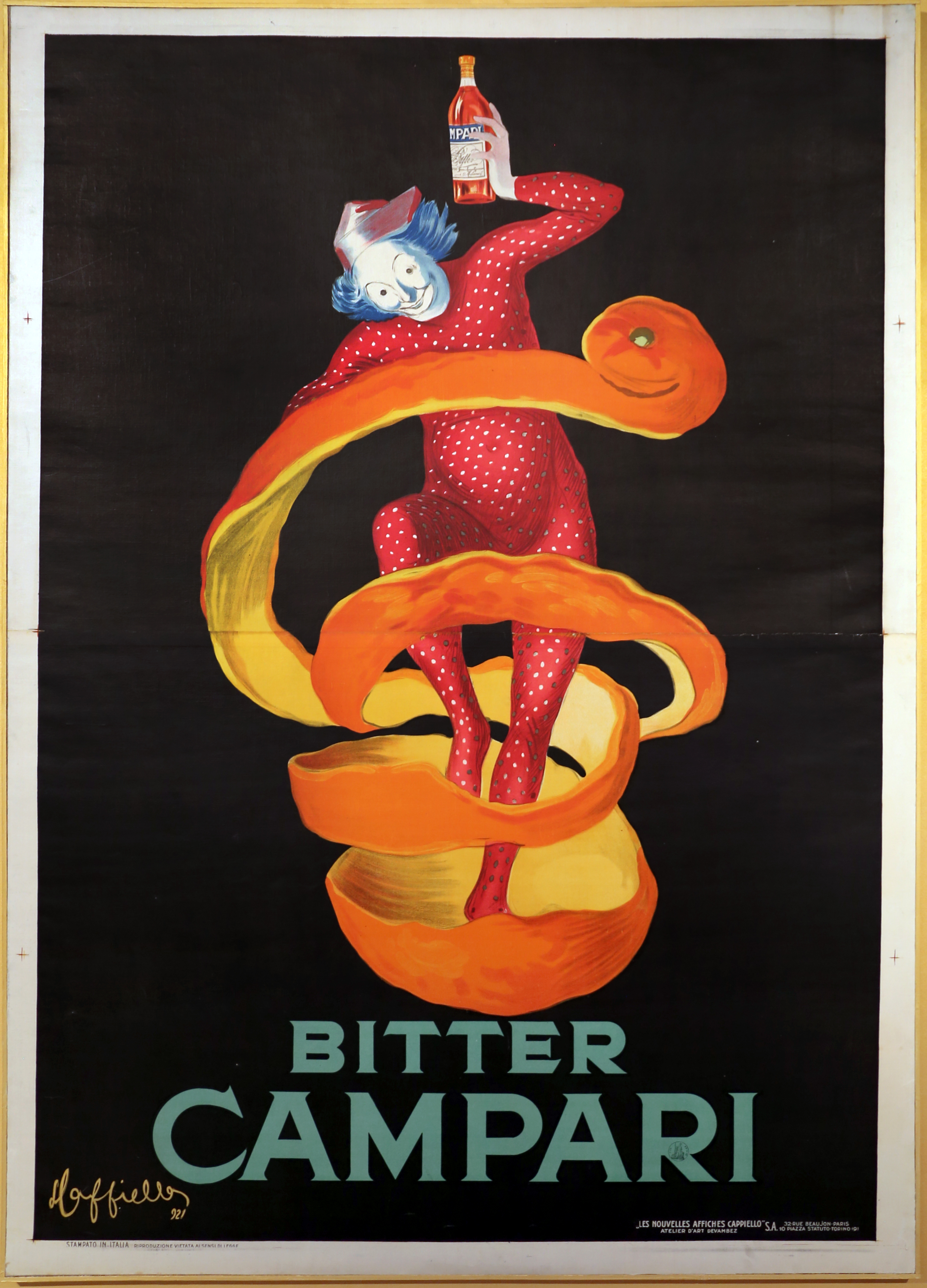
1921年のレオネット・カッピエロ作のポスター

カンパリグループ（Campari Group）は、イタリア・ミラノ近郊のセスト・サン・ジョヴァンニに本拠を置き（法人登記はオランダで行われ、正式社名はダヴィデ・カンパリ・ミラノ（Davide Campari-Milano N.V.））、リキュール、ワイン、ノンアルコール飲料などのブランドを保有する酒造メーカー。日本では日本法人のCAMPARI JAPAN株式会社（カンパリジャパン）が事業を行っている。イタリア証券取引所上場企業（BIT: CPR）。

## 沿革
カンパリグループの始まりは1860年、農家の息子であったガスパーレ・カンパリがミラノのドゥオーモ近くで自らのバーを開店したことに遡り、1867年にヴィットーリオ・エマヌエーレ2世のガッレリアに移転、1904年にセスト・サン・ジョヴァンニに自社工場を開設、1915年にガスパーレの次男のダヴィデがショッピングアーケードの入口にスタイリッシュな店舗を開業させ、以後レオネット・カッピエロなどのアーティストやオペラスターを招待し、ブランドの地位を高めた。1932年にカクテルのカンパリ・ソーダを発売、フォルトゥナート・デペーロによるデザインのボトルと共に好評を博し、ダヴィデ没後10年の1946年に社名をDavide Campari-Milano S.p.Aとし、売上は1960年代に大きく伸び、カンパリは世界の多くの国で販売されるようになった。
1990年代に入り世界の酒造メーカーの経営統合が進むと、カンパリも1995年に買収による規模の拡大に着手、チナールなどのブランドをグループ傘下とし、1998年からアメリカのスカイウォッカの買収を進めた。2001年に株式を上場し公開企業となった。2009年にアメリカのワイルドターキーをペルノ・リカールから買収した。2024年5月、サントリーグローバルスピリッツからクルボアジェを買収した。
ブランド別の売上ではアペロール、カンパリ、ワイルドターキーの上位3種で約4割、地域別の売上では南北アメリカが4割以上を占める。

## 日本における事業
2008年に日本法人のCAMPARI JAPAN株式会社（初代）をカンパリグループの完全子会社として設立。2020年1月に商号変更が行われ、日伊合弁企業のCT Spirits Japan株式会社（CTスピリッツジャパン）となり、カンパリグループ商品の輸入販売を行っている。
2024年4月に再びカンパリグループの完全子会社となり、商号をCAMPARI JAPAN株式会社（2代）に戻すと共に、本社を渋谷区神宮前から現在地に移転した。
日本における取扱ブランド
- カンパリ
- アペロール
- チンザノプレミアム
- チンザノクラシックス
- ワイルドターキー
- グレングラント
- ラッセルズリザーブ
- エックスレイテッド
- グラン・マルニエ
- アメリカンハニー
- チナール
- フランジェリコ
- ココカヌー
- ラリエ
- チンザノスパークリングワイン
- アプルトンエステート
- トロワ・リヴィエール
- ラ・マニー
- エスポロン
- ブルドッグ ロンドン ドライジン
- スカイウォッカ
- スカイブルー
- クルボアジェ